# Karipski plamenac
Karipski plamenac (lat. Phoenicopterus ruber) je velika vrsta plamenca usko vezana za ružičastog i čileanskog plamenca. Nekada je smatran podvrstom ružičastog plamenca, ali ta tvrdnja se pokazala netočnom zbog nedostatka dokaza. Staništa su mu područja bočate vode. Jedini je plamenac koji nastanjuje Sjevernu Ameriku.

## Opis
Karipski plamenac dug je 120-140 cm, a visok oko 1,5 m. Najveći dio visine čine duge noge i vrat. Raspon krila mu je 1,5 m. Mužjak je težak 2,8 kg, a ženka 2,2 kg, ali su gotovo identični. Perje ove ptice je uglavnom ružičaste boje. Pokrov krila je crvene, a primarno i sekundarno letno perje crne boje. Kljun je ružičastobijelkast i skučen, te ima crni vrh. Služi za filtriranje vode. Noge su potpuno ružičaste.  Jako je društvena ptica, živi u velikim jatima, ali se nerijetko prepire s drugim jedinkama. Uglavnom se hrani rakovima, ali mu se na jelovniku mogu naći i kukci, vodene biljke i alge.

## Razmnožavanje
Ova ptica polaže jedno jaje na vrhu blatnog nasipa. Oba ga roditelja inkubiraju 28-32 dana. Ptić napušta gnijezdo nakon pet dana, ali se ponovno vraća da ga roditelji hrane. Roditelji ga hrane voljkinim "mlijekom". Nakon nekoliko tjedana mladi se počinju sami hraniti. Spolnu zrelost dostiže sa šest godina, a životni vijek mu je obično 15-20 godina. U zatočeništvu može doživjeti i 50 godina.
Sezona parenja može biti u bilo koje doba. Vremenski uvjeti i zalihe hrane su odlučujući čimbenici. Ako su ti uvjeti dobri, onda će se karipski plamenac gnijezditi dva puta u godini.

## Rasprostranjenost
Staništa su mu područja bočate vode. Autohton je na sljedećim teritorijima: Aruba, Bahami, Brazil, Kolumbija, Kuba, Dominikanska Republika, Ekvador, Francuska Gvajana, Gvajana, Haiti, Jamajka, Meksiko, Nizozemski Antili, Surinam, Trinidad i Tobago, Otoci Turks i Caicos, Sjedinjene Američke Države i Venezuela. Regionalno je izumro u Antigvi i Barbudi. Uveden je na Britanske Djevičanske Otoke, a zalutao je na sljedeće teritorije: Belize, Bermudi, Kanada, Kajmanski otoci, Gvadalupa, Hoduras, Portoriko, Sveti Kristofor i Nevis, Sveta Lucija i Američki Djevičanski Otoci. Jedini je plamenac koji nastanjuje Sjevernu Ameriku. Populacija mu se sastoji od 850.000 do
880.000 jedinki, a u zatočeništvu je njih 4.428. Smetnje ovoj ptici su gubitak staništa, trovanje olovom, velik broj turista koji ih promatraju i fotografiraju, te zatočeništvo u zoološkim vrtovima.